# Takayuki Suzuki
Takayuki Suzuki (jap. 鈴木 隆行 Suzuki Takayuki; * 5. Juni 1976) ist ein ehemaliger japanischer Fußballspieler.

## Karriere

### Verein
Suzuki spielte die meiste Zeit seiner bisherigen Karriere für die Kashima Antlers. Insgesamt war er sechsmal in zehn Jahren bei dem japanischen Verein unter Vertrag. Zwischendurch spielte er in Brasilien und Belgien.
Am 28. Januar 2006 unterschrieb er beim serbischen Verein FK Roter Stern Belgrad. Während seiner Zeit in Belgrad stand er nur in sechs Ligaspielen auf dem Platz und erzielte dabei kein Tor. So wechselte er am 19. Januar 2007 zurück in seine Heimat. Auch bei den Yokohama F. Marinos konnte er sich nicht durchsetzen.
Im März 2008 wechselte er ablösefrei zu den Portland Timbers in die USL First Division. Hier wurde er wieder Stammspieler. Hier blieb er bis 2010. Anschließend war er ein halbes Jahr vereinslos, ehe ihn Mito Hollyhock verpflichtete. Mit seinem neuen Klub spielte er in der J2 League. Anfang 2015 wechselte er zu seinem ehemaligen Klub JEF United Ichihara Chiba. Dort kam er lediglich zweimal zum Einsatz und beendete anschließend seine Laufbahn.

### Nationalmannschaft
Takayuki Suzuki gab sein Länderspieldebüt für Japan im Jahr 2001. Er nahm an dem Konföderationen-Pokal 2001, wo er auch sein erstes Tor erzielte, und an der Fußball-Weltmeisterschaft 2002 teil. Bei der WM stand er bei allen Spielen auf dem Feld. Außerdem wurde er mit der japanischen Auswahl 2004 Asienmeister.